# Hopelessness
Hopelessness (geschreven als HOPELESSNESS) is het debuutsoloalbum van Anohni die voorheen bekend stond als Antony Hegarty van Antony and the Johnsons. Het album kwam uit op 6 mei 2016 onder de labels Secretly Canadian, Rough Trade en Hostess. Het album is gemaakt in samenwerking met de twee elektronische muzikanten Hudson Mohawke en Oneohtrix Point Never.

## Achtergrond
Op 23 februari 2015 kondigde Anohni het album Hopelessness aan via haar website en Facebook-account. Niet alleen zou dit haar eerste solo-album worden maar ook het eerste album onder haar zelf gekozen 'spirit-name' Anohni.
Ook kondigde ze aan dat dit album zou gaan afwijken van haar eerdere werk. Waar Antony and the Johnsons meestal indiepop of baroque pop werd genoemd zou Hopelessness meer op dance en elektronische muziek gericht zijn met een donkere ondertoon.

## Thema
Op 30 november 2015 kwam de eerste single "4 Degrees" uit. Op dat moment was de klimaatconferentie van Parijs 2015 bezig. De titel "4 Degrees" slaat op de verwachte stijging van 4 graden van de gemiddelde temperatuur op aarde door toedoen van klimaatverandering. Anohni legt de nadruk op het feit dat ook zij onderdeel is van het probleem.
Op 9 maart 2016 kwam de tweede single "Drone Bomb Me" uit. Bij deze single hoort een videoclip waarin Naomi Campbell een leidende rol heeft.
Hopelessness werd erg goed ontvangen. Op Metacritic ontving het album een score van 83/100.

## Album-nummers
| 1.                 | Drone Bomb Me                           | Anohni & Ross Birchard                 | 4:10 |
| 2.                 | 4 Degrees                               | Anohni, Daniel Lopatin & Ross Birchard | 3:51 |
| 3.                 | Watch Me                                | Anohni & Ross Birchard                 | 3:26 |
| 4.                 | Execution                               | Anohni & Ross Birchard                 | 3:38 |
| 5.                 | I Don't Love You Anymore                | Anohni & Daniel Lopatin                | 5:00 |
| 6.                 | Obama                                   | Anohni & Daniel Lopatin                | 4:11 |
| 7.                 | Violent Men                             | Anohni & Daniel Lopatin                | 2:10 |
| 8.                 | Why Did You Separate Me from the Earth? | Anohni & Ross Birchard                 | 3:36 |
| 9.                 | Crisis                                  | Anohni & Ross Birchard                 | 4:42 |
| 10.                | Hopelessness                            | Anohni & Daniel Lopatin                | 3:54 |
| 11.                | Marrow                                  | Anohni & Ross Birchard                 | 3:01 |
| Totale duur: 41:39 |                                         |                                        |      |

## Medewerkers
- Anohni – programmeren, arrangementen, componist, drumprogramming, keyboards, tekst, mixing, piano, productie
- Ross Birchard (aka Hudson Mohawke) – programmeren, componist, drumprogramming, engineering, keyboards, productie
- Daniel Lopatin (aka Oneohtrix Point Never) – programmeren, componist, drumprogramming, engineering, keyboards, productie
- Paul Corley – engineering, overige productie
- Inez van Lamsweerde and Vinoodh Matadin – fotografie
- Bianca & Sierra Casady (aka CocoRosie) – vocals op 'Violent Men'